# Домуз дере (река)
Вижте пояснителната страница за други значения на Домуз дере.
Домуз дере е река в България, област София, ляв приток на Владайска река от басейна на Искър, една от 27-те реки, преминаващи през град София. Влива се във Владайската от запад, в близост до банята в стария квартал Овча купел.
Изворът ѝ в Люлин планина над вилна зона „Горна баня“ също е известен като Домуз дере. Улицата покрай реката дълго време носи същото име, но в по-ново е преименувана на ул. „Букет“. В подножието на Горна баня тя не е конструирана и там реката протича през некултивирана зелена зона.